# Финал чемпионата Европы по футболу 2006 среди юношей до 17 лет
Финал чемпионата Европы по футболу 2006 года среди юношей не старше 17 лет состоялся 14 мая 2006 в Люксембурге на стадионе «Жози Бартель». Встречу судил голландский арбитр Бьорн Куйперс. Матч начался в 19:00 по центральноевропейскому времени. В матче встречались сборные России и Чехии, которые впервые в своей истории вышли в финал такого турнира.
По ходу матча сборная России вела в счёте, но Чехия сравняла счёт в самом конце встречи. В дополнительное время повторилась точно такая же ситуация, вследствие чего прошла серия послематчевых пенальти. И в серии пенальти сборная России всё же вырвала победу у сборной Чехии, выиграв 5:3. Победа на этом чемпионате Европы стала первой для сборной независимой России, а с учётом выигранного в 1985 году титула сборной СССР — второй.

## Путь к финалу

### Россия
Сборная России в групповом этапе заняла второе место, обыграв с минимальным преимуществом сборные Люксембурга (2:0) и Венгрии (1:0) и крупно уступив Испании (0:3). В полуфинале сборная России встречалась с командой Германии и, несмотря на разницу в классе и опыте, дала немцам бой и прорвалась в финал благодаря голу Александра Прудникова. 
| Команда    | И | В | Н | П | ГЗ | ГП | РЗ  | О |
| ---------- | - | - | - | - | -- | -- | --- | - |
| Испания    | 3 | 3 | 0 | 0 | 12 | 1  | 11  | 9 |
| Россия     | 3 | 2 | 0 | 1 | 3  | 3  | 0   | 6 |
| Венгрия    | 3 | 1 | 0 | 2 | 4  | 3  | 1   | 3 |
| Люксембург | 3 | 0 | 0 | 3 | 1  | 13 | -11 | 0 |

Полуфинал

| Германия | 0 – 1                       | Россия        |
| -------- | --------------------------- | ------------- |
|          | Report (недоступная ссылка) | 72′ Прудников |

### Чехия
Сборная Чехии также заняла второе место в своей подгруппе, но, в отличие от России, не потерпела ни одного поражения (ничья с немцами 0:0, выигравшими группу) и крупнее обыграла своих противников (2:1 Сербию и 3:1 Бельгию). В полуфинале Чехия встретилась с Испанией и уверенно её переиграла 2:0 благодаря Яну Восахлику и Томашу Пекхарту.
| Команда             | И | В | Н | П | ГЗ | ГП | РЗ | О |
| ------------------- | - | - | - | - | -- | -- | -- | - |
| Германия            | 3 | 2 | 1 | 0 | 8  | 0  | 8  | 7 |
| Чехия               | 3 | 2 | 1 | 0 | 5  | 2  | 3  | 7 |
| Сербия и Черногория | 3 | 0 | 1 | 2 | 2  | 7  | -5 | 1 |
| Бельгия             | 3 | 0 | 1 | 2 | 2  | 8  | -6 | 1 |

Полуфинал

| Испания | 0 – 2                       | Чехия                      |
| ------- | --------------------------- | -------------------------- |
|         | Report (недоступная ссылка) | 31′ Пекхарт · 58′ Восахлик |

## Перед игрой

### Чехия
Ведущий форвард сборной Чехии Томаш Нецид отбыл дисквалификацию, но тренер Якуб Довалил предпочел в атаке пару Томаш Пекгарт — Ян Вошаглик, которая принесла в полуфинале победу над испанцами. За несколько часов до игры из заявки был исключён Иван Лацко, у которого поднялась температура.

### Россия
Наставник россиян Игорь Колыванов вынужден был обходиться без травмированного Антона Власова. Более того, он заменил дисквалифицированного полузащитника Семена Фомина на Павла Мочалина и вернул в стартовый состав автора гола в ворота немцев Александра Прудникова.

## Ход матча

### Первый тайм
В дебюте игры, который был относительно спокойным, доминировали чехи: в начале игры вратарь Евгений Помазан вынужден был прервать атаку чехов после навеса с фланга. Чехи, почувствовав скованность в действиях игроков сборной России, усилили давление на ворота России, однако на 18-й минуте пропустили опасную контратаку: Игорь Горбатенко сделал острый пас на Александра Прудникова, и мяч бы залетел в ворота чехов, если бы не вышедший во время на перехват вратарь Марек Штех. К 25-й минуте чехи стали терять преимущество, и в их ворота снова пробил Прудников, но снова сыграл удачно Штех. На исходе 35-й минуты массированная атака чехов завершилась опасным ударом Мартина Земана, но Помазан парировал его. В ответ Дмитрий Рыжов и Александр Прудников разыграли опасную двухходовку, нейтрализовать которую удалось Ондржею Мазуху. В конце игры Петр Войнар с острого угла пробил выше перекладины, и именно этим первый тайм и завершился.
По итогам первого тайма команды играли в основном от обороны, однако относительное преимущество было у чешской команды: Томаш Пегкарт, Ян Вошаглик и Томаш Нецид доставляли немало хлопот российской обороне. Штрафные же ни одна из команд толком не сумела разыграть и воплотить в преимущество в виде гола.

### Второй тайм
В составе сборной России в перерыве произошла замена: слабо отыгравший Рыжов уступил поле Александру Мареничу. В дебюте второго тайма чехи, как и в начале игры, организовали навал на ворота России, но дальний удар Пегкарта не достиг цели. На 46-й минуте Александр Прудников из штрафной пробил мимо Штеха, Россия открыла счёт — 1:0.
Попытки чехов отыграться были бесполезны — в большинстве эпизодов защита россиян не позволяла чехам пробить, а если чехи и обыгрывали защитников, то справиться с Помазаном у них не получалось. Два удара Петра Войнара снова пришлись мимо цели: в первом случае чех пробил мимо, второй удар отбил Помазан. На 56-й минуте Томаш Нецид отдал пас на Пегкарта, но тот снова не воспользовался моментом. Тренер чехов вынужден был выпустить Мартина Холека вместо Яна Полака. На 70-й минуте Игорь Горбатенко не попал в дальний угол ворот противника.
К концу игры футболисты начали нарушать правила и откровенно грубить, что привело к первым карточкам в матче. Александр Прудников не попал в створ ворот из выгодной позиции. Игоря Горбатенко заменил Денис Щербак. Чехи организовали финальный штурм ворот сборной России. Когда до конца второго тайма с учётом добавленного времени оставалось 20 секунд, после подачи углового Земаном выскочивший Томаш Пекхарт мощным ударом забил гол — 1:1.

### Овертайм
На 6-й минуте первого овертайма Александр Маренич после удара Александра Прудникова со штрафного пробил точно и вывел сборную России вперёд — 2:1. Сборная Чехии сравняла счёт после удара головой Томаша Нецида. Гол для него стал пятым на турнире.

### Серия пенальти
Первыми по жребию пробивали россияне, и Денис Щербак реализовал свою попытку. Точен был и Лукаш Ваха — 1:1. Затем отличился и Вадим Гаглоев — 2:1, а вот его визави Петр Войнар угодил прямо в Евгения Помазана и поставил под угрозу срыва все старания своих партнёров по команде. Дальше пробили точно Александр Прудников и Мартин Холек. При счёте 3:2 и оставшихся четырёх ударах к 11-метровой отметке подошёл Роман Амирханов, который попал прямо во вратаря чехов, но судья усмотрел нарушение. Со второй попытки Амирханов забил — 4:2. Ответный удар Нецида также был точен — 4:3. Последний удар в серии нанёс Евгений Коротаев, отправив мяч в нижний угол ворот — 5:3. Сборная России побеждает впервые в своей истории на чемпионате Европы среди юношей не старше 17 лет.

## Отчёт о матче
| Чехия                     | 2:2 (3:5 по пен.)           | Россия                      |
| ------------------------- | --------------------------- | --------------------------- |
| Пекхарт 80+3′ · Нецид 88′ | Report (недоступная ссылка) | 46′ Прудников · 86′ Маренич |

| Серия пенальти:               |     |                                                     |
| Ваха · Войнар · Холек · Нецид | 3:5 | Щербак · Гаглоев · Прудников · Амирханов · Коротаев |

| Чехия | Россия |

| ЧЕХИЯ:       |    |                   |     |  |
|              |    |                   |     |  |
| В            | 1  | Марек Штех        |     |  |
| З            | 2  | Ондржей Мазух     | 80' |  |
| З            | 3  | Ян Полак          | 63' |  |
| З            | 14 | Радим Ржезник     |     |  |
| З            | 15 | Якуб Хайденхаймер | 62' |  |
| П            | 4  | Мартин Земан      |     |  |
| П            | 5  | Ян Габле          |     |  |
| П            | 6  | Лукаш Ваха        |     |  |
| П            | 17 | Петр Войнар       |     |  |
| Н            | 7  | Ян Вошаглик       | 57' |  |
| Н            | 11 | Томаш Пекгарт     |     |  |
| Замены:      |    |                   |     |  |
| Н            | 10 | Томаш Нецид       | 57' |  |
| П            | 15 | Мартин Холек      | 63' |  |
| Тренер:      |    |                   |     |  |
| Якуб Довалил |    |                   |     |  |

| РОССИЯ:         |    |                     |     |     |
|                 |    |                     |     |     |
| В               | 12 | Евгений Помазан     |     |     |
| З               | 2  | Сергей Морозов      |     |     |
| З               | 3  | Артём Самсонов      |     |     |
| З               | 15 | Роман Амирханов     |     |     |
| П               | 6  | Вадим Гаглоев       | 60' |     |
| П               | 10 | Игорь Горбатенко    | 71' |     |
| П               | 11 | Ян Бобровский       |     |     |
| П               | 14 | Павел Мочалин       |     |     |
| П               | 16 | Амир Кашиев         | 72' | 73' |
| Н               | 9  | Александр Прудников |     |     |
| Н               | 13 | Дмитрий Рыжов       | 41' |     |
| Замены:         |    |                     |     |     |
| Н               | 18 | Александр Маренич   | 41' |     |
| П               | 17 | Денис Щербак        | 71' |     |
| Н               | 7  | Евгений Коротаев    | 73' |     |
| Тренер:         |    |                     |     |     |
| Игорь Колыванов |    |                     |     |     |

- Помощники арбитра:  Игор Крмар и  Эдвард Кинг
- Резервный судья:  Уильям Коллам
- Делегат УЕФА:  Майло Коркоран
- Судейский наблюдатель:  Ларс-Оке Бьорк

Регламент:
- Два тайма по 40 минут
- Два дополнительных тайма по 10 минут в случае ничьи
- Серия пенальти в случае ничьи в дополнительное время